# 1883 au Canada
Pour un article plus général, voir Chronologie du Canada.
Cet article traite des événements qui se sont produits durant l'année 1883 au Canada.

## Événements

### Politique
- 29 janvier : William Smithe devient premier ministre de la Colombie-Britannique, remplaçant Robert Beaven.

- 8 février : ouverture de la 5e législature du Canada.
- 27 février : élection en Ontario, les libéraux de Oliver Mowat gagne une quatrième majorité consécutive.

- 23 octobre : Henry Petty-FitzMaurice devient Gouverneur général du Canada.

- 18 novembre : le Canada adopte le Temps universel.

- Andrew George Blair devient premier ministre du Nouveau-Brunswick, remplaçant Daniel Lionel Hanington.

- La devise de la province de Québec Je me souviens est inscrite à l'Hôtel du Parlement du Québec.

### Sport
- Louis Rubenstein est champion de patinage artistique au pays.
- Première édition du Carnaval d'hiver de Montréal qui offrait plusieurs activités sportives.

### Économie

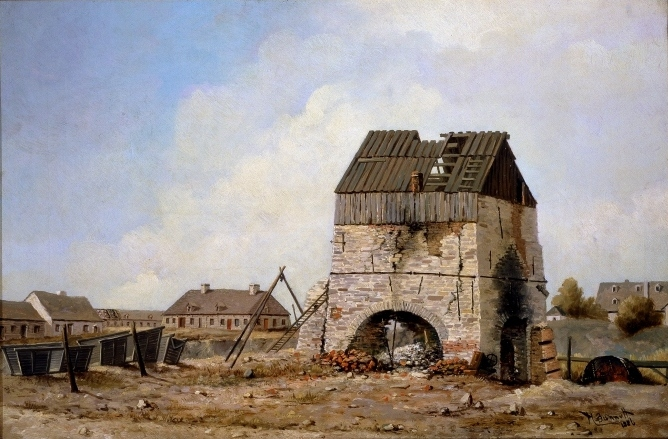
Ruines des forges du Saint-Maurice

- Mars : fermeture définitive des Forges du Saint-Maurice.
- 31 août : première publication du Calgary Herald.
- La découverte d'un gisement de cuivre-nickel engendre la fondation de la ville de Sudbury.
- Fondation de la Montreal Locomotive Works.

### Science
- Le géologue Eduard Suess nomme le Bouclier canadien comme une formation géologique.
- Franz Boas effectue une expédition à l'Ile de Baffin.

### Religion
- 21 janvier : Cornelius O'Brien devient évêque d'Halifax.

## Naissances
- 2 février : Johnston McCulley, écrivain.
- 28 février : Fernand Rinfret, politicien et maire de Montréal.
- 4 mars : Sam Langford, boxeur.
- 5 mars : Marius Barbeau, anthropologue.
- 18 avril : Isabel Meighen (en), femme de Arthur Meighen.
- 1er juin, Hector Charland, comédien.
- 22 juin : John Bracken, premier ministre du Manitoba.
- 7 août : Gordon Sidney Harrington, premier ministre de la Nouvelle-Écosse.
- 19 novembre : Ned Sparks, acteur et scénariste.
- 30 novembre : James Garfield Gardiner, premier ministre de la Saskatchewan.
- Marcel Dugas, auteur.
- Gustave Lanctot, auteur.

## Décès
- 30 janvier, Pierre-Adolphe Pinsonnault, premier évêque de London, Ontario.
- 26 juin : Sir Edward Sabine, astronome.
- 30 juin : Albert James Smith, premier ministre du Nouveau-Brunswick,
- François-Norbert Blanchet, missionnaire.